# Efekt Weinsteina
Efekt Weinsteina – globalny trend, w którym ujawniane są zarzuty o wykorzystywanie seksualne przez znanych lub wpływowych mężczyzn. Światowa fala zarzutów rozpoczęła się w Stanach Zjednoczonych w październiku 2017 roku, kiedy to media doniosły o zarzutach wykorzystywania seksualnego wobec producenta filmowego Harveya Weinsteina. Zarzuty te zostały opisane jako „punkt zwrotny” (ang. tipping point) lub „przełomowy moment” (ang. watershed moment) i spowodowały „narodowe rozliczenie” (ang. national reckoning) przeciwko molestowaniu seksualnemu.
W rezultacie powstał ruch Me Too, który zachęcił kobiety do dzielenia się swoimi doświadczeniami dotyczącymi molestowania seksualnego, a dwa wydarzenia wywołały kaskadę zarzutów, które doprowadziły do szybkiego usunięcia wielu mężczyzn na stanowiskach kierowniczych w Stanach Zjednoczonych, a jednocześnie zszargały i zakończyły karierę polityczną kolejnych mężczyzn w miarę rozpowszechniania się tego ruchu na całym świecie. W przemyśle rozrywkowym zarzuty te doprowadziły do zwolnienia zarówno aktorów, jak i reżyserów.

## Tło

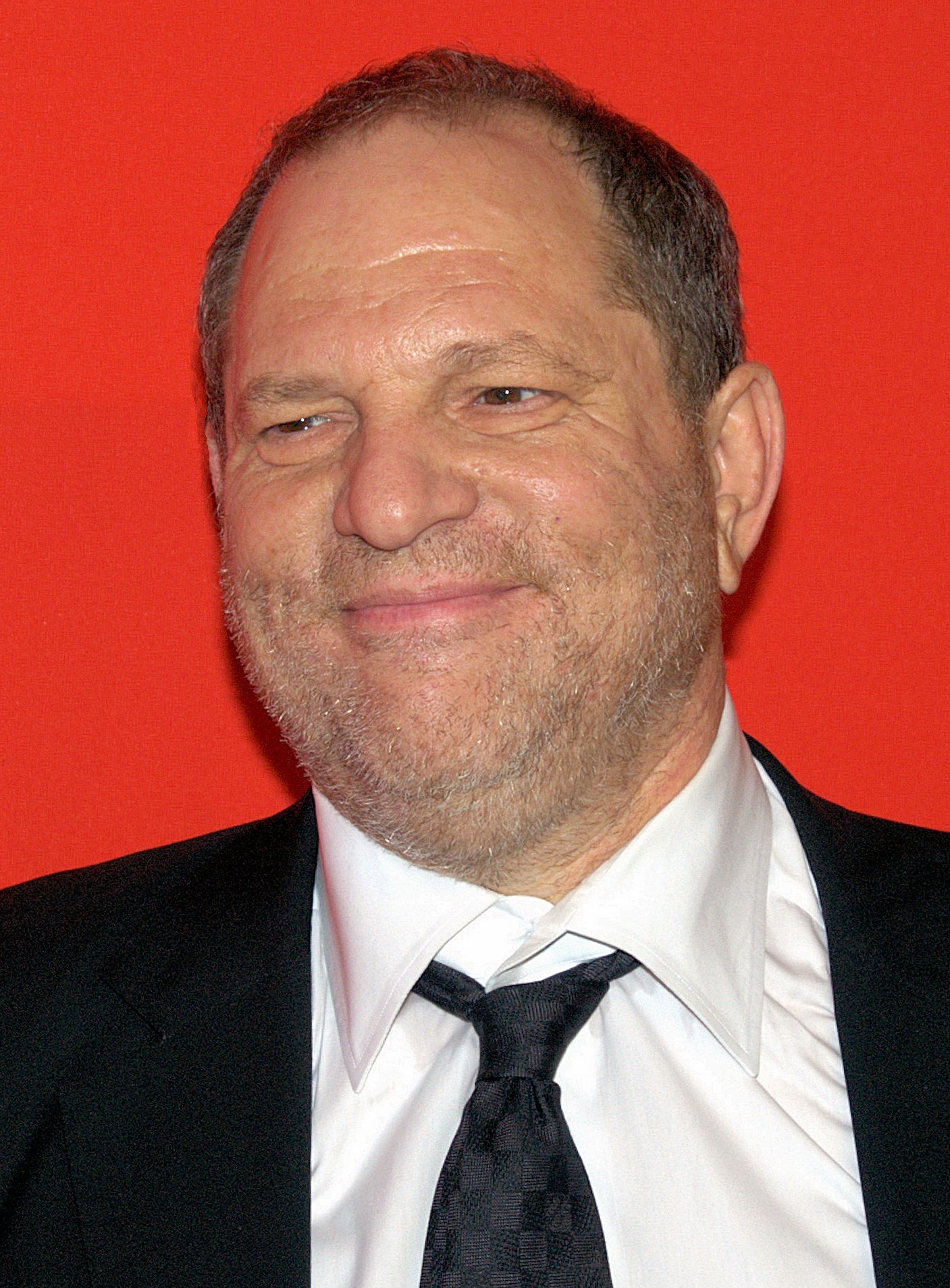
Harvey Weinstein

5 października 2017 r. The New York Times opublikował pierwsze doniesienia nt. podejrzeń o przestępstwa seksualne wobec producenta filmowego Harveya Weinsteina. 10 października 2017 roku dziennikarz Ronan Farrow zgłosił kolejne zarzuty, że Weinstein napadł na trzynaście kobiet i zgwałcił trzy.
Weinstein został natychmiast zwolniony z The Weinstein Company. Przeciwko Weinsteinowi zgłosiło się ponad 80 oskarżycielek, w tym wiele znanych aktorek.

## Wpływ
Jim Rutenberg z The New York Times powiedział, że skandal z Weinsteinem wywołał „narodowe rozliczenie” przeciwko molestowaniu seksualnemu w Stanach Zjednoczonych, które stało się znane jako efekt Weinsteina. W USA Today napisano, że rok 2017 był rokiem, w którym „wykroczenia seksualne stały się palącym przestępstwem”.
Mężczyźni i kobiety zgłaszali przypadki niewłaściwego zachowania seksualnego w miejscach pracy w wielu branżach, co doprowadziło do szybkiego międzynarodowego potępienia lub usunięcia wielu mężczyzn na stanowiskach kierowniczych. Na Twitterze, kampania #MeToo zachęciła setki tysięcy ludzi do podzielenia się swoimi historiami. Przykłady efektów są liczne: twórca Screen Junkies Andy Signore, aktorzy tacy jak Kevin Spacey, Dustin Hoffman, Louis C.K., Ben Affleck oraz producenci filmowi i telewizyjni: Dan Schneider, Brett Ratner i James Toback.
Również dwie zwolenniczki ruchu #MeToo zostały oskarżone. Chairman i CEO CBS Leslie Moonves był jednym z najbardziej znaczących zwolenników ruchu #MeToo w Hollywood i członkiem założycielem „Komisji ds. molestowania seksualnego i promowania równości w miejscu pracy” (ang. Commission on Sexual Harassment and Advancing Equality in the Workplace), utworzonej pod koniec 2017 roku w celu „zajęcia się szeroko pojętą kulturą przemocy i nierówności władzy”. 27 lipca 2018 roku sześć kobiet, w tym aktorka Illeana Douglas, oskarżyło go o molestowanie seksualne.
19 sierpnia 2018 r. w The New York Times opublikowano artykuł, w którym przedstawiono szczegółowe zarzuty, że Asia Argento napadła na Jimmy’ego Bennetta, wówczas 17-letniego aktora i muzyka, w kalifornijskim hotelu w 2013 r. i zaaranżowała wypłatę 380 tys. dolarów na rzecz swojego oskarżyciela. Bennett był młodszy niż wynosi wiek zgody w Kalifornii, który wynosi 18 lat, i twierdzi, że Argento podała alkohol do spożycia przed 21 rokiem życia Argento była czołowym oskarżycielką Weinsteina i główną liderką ruchu #MeToo.